# Betoncitroenkorst
Betoncitroenkorst (Gyalolechia flavovirescens) is een korstmossoort uit het geslacht Gyalolechia.

## Determinatie
Betoncitroenkorst is een korstvormig korstmos met een dun, glad tot bobbelig thallus zonder lobben aan de zijkant. Het thallus heeft veelal een geelgrijze tot geelgroene kleur en ligt doorgaans voor een groot deel verzonken in het substraat. Apotheciën zijn zo goed als altijd aanwezig. Deze zijn meestal oranje (soms geel of oranjebruin) van kleur met een duidelijk bleker gele apotheciumrand. De apotheciën bereiken een diameter van maximaal 2 mm.
De kleurreacties van zowel het thallus als de apotheciën reageren met K+ rood. Betoncitroenkorst vormt hyaliene, ellipsoïde ascosporen van 15–20 µm. De septa zijn dik (± 5 µm).

### Gelijkende taxa
Betoncitroenkorst verschilt van onder meer muurzonnetje (Athallia holocarpa) en kleine citroenkorst (Flavoplaca oasis) in de relatief grote, grijze thalli en de iets minder roodachtig oranje apotheciën.

## Ecologie
Betoncitroenkorst is een epiliet die voorkomt op allerlei kalkrijke, solide, stenige substraten met een hoge pH. Ze komt vooral veel voor op beton, maar ook veel op cement, baksteen, kalksteen en basalt. Haar optimum ligt vooral op niet-verticale, niet al te ruwe steenoppervlakken. Zo is ze bijvoorbeeld erg vaak te vinden op stoeptegels, afzetbollen en trottoirbanden.
Veel kleine slakken foerageren in stedelijke milieus graag op betoncitroenkorst, en kunnen de soort schade toebrengen.

### Syntaxonomie
In de syntaxonomie staat betoncitroenkorst te boek als kensoort voor de klasse van stippelkorsten en achterlichtmossen (Verrucario-Schistidietea).

### Ecologische bijzonderheden
Doordat betoncitroenkorst een hoge blootstelling aan straling aankan, was ze betrokken in een onderzoek naar de overleving van levende wezens in de ruimte.

## Verspreiding
In Nederland is de soort zeer algemeen. De zwaartepunten liggen in de bebouwde gebieden. Ze is niet bedreigd en staat niet op de rode lijst.

## Fotogalerij

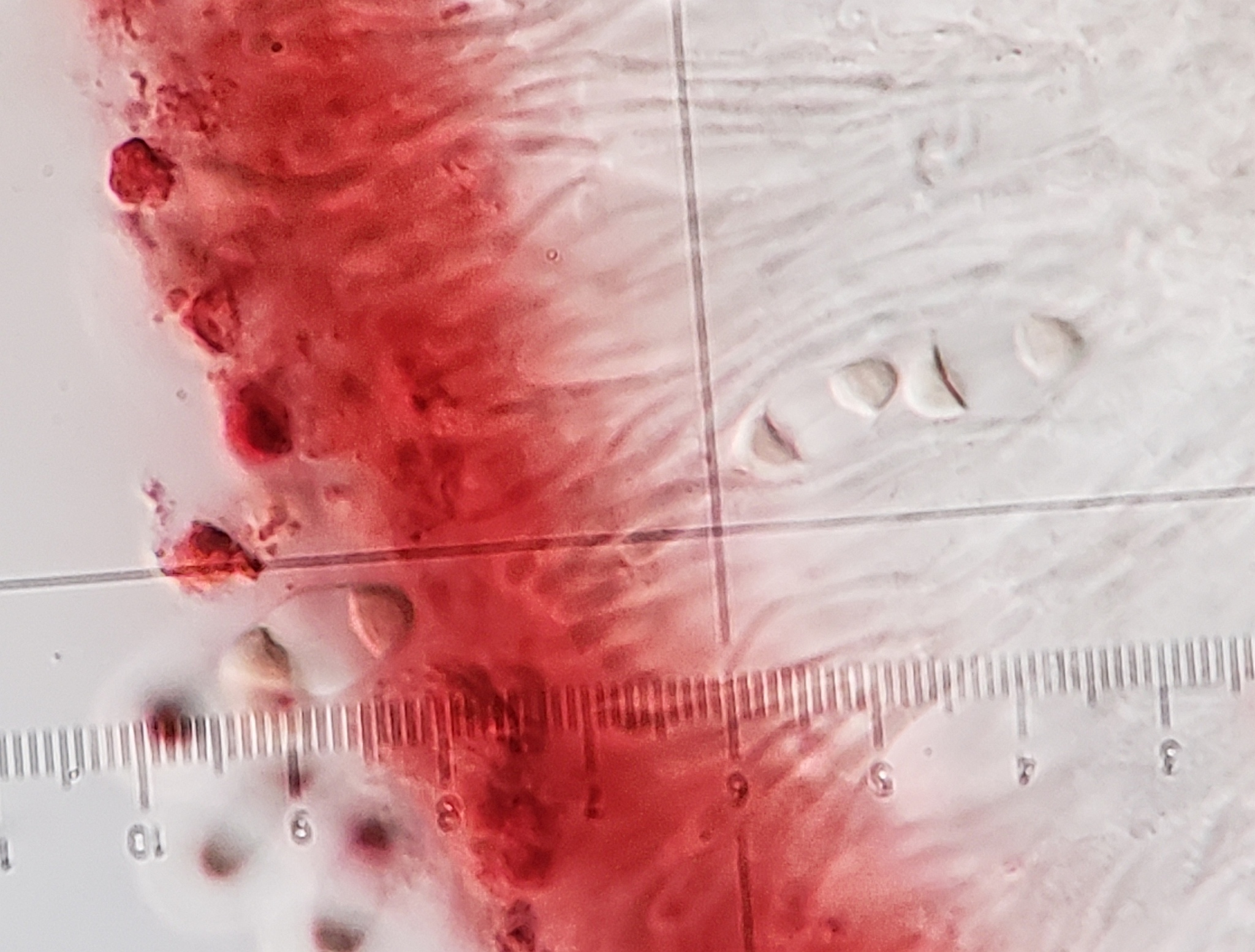
Spore
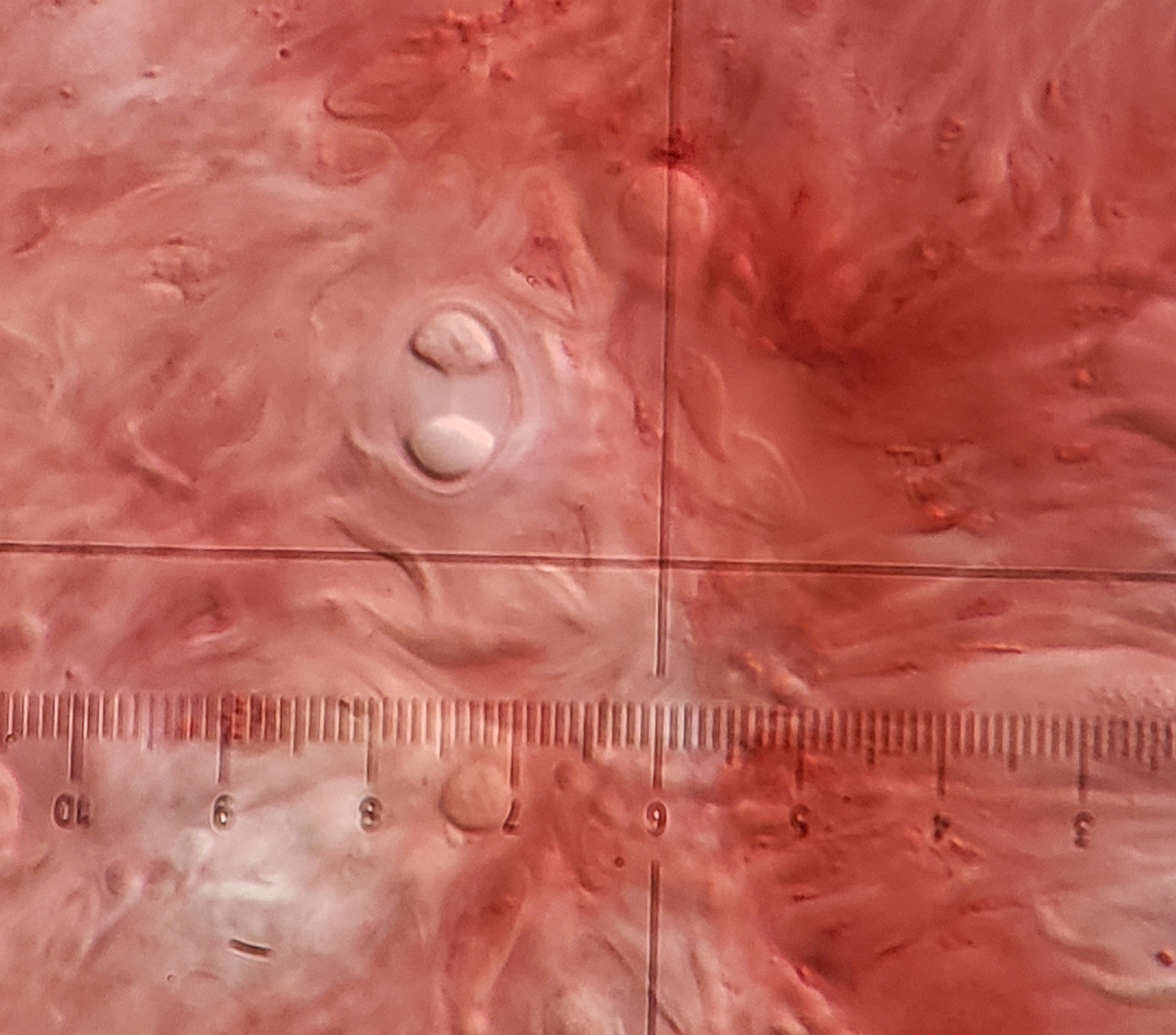
Sporen
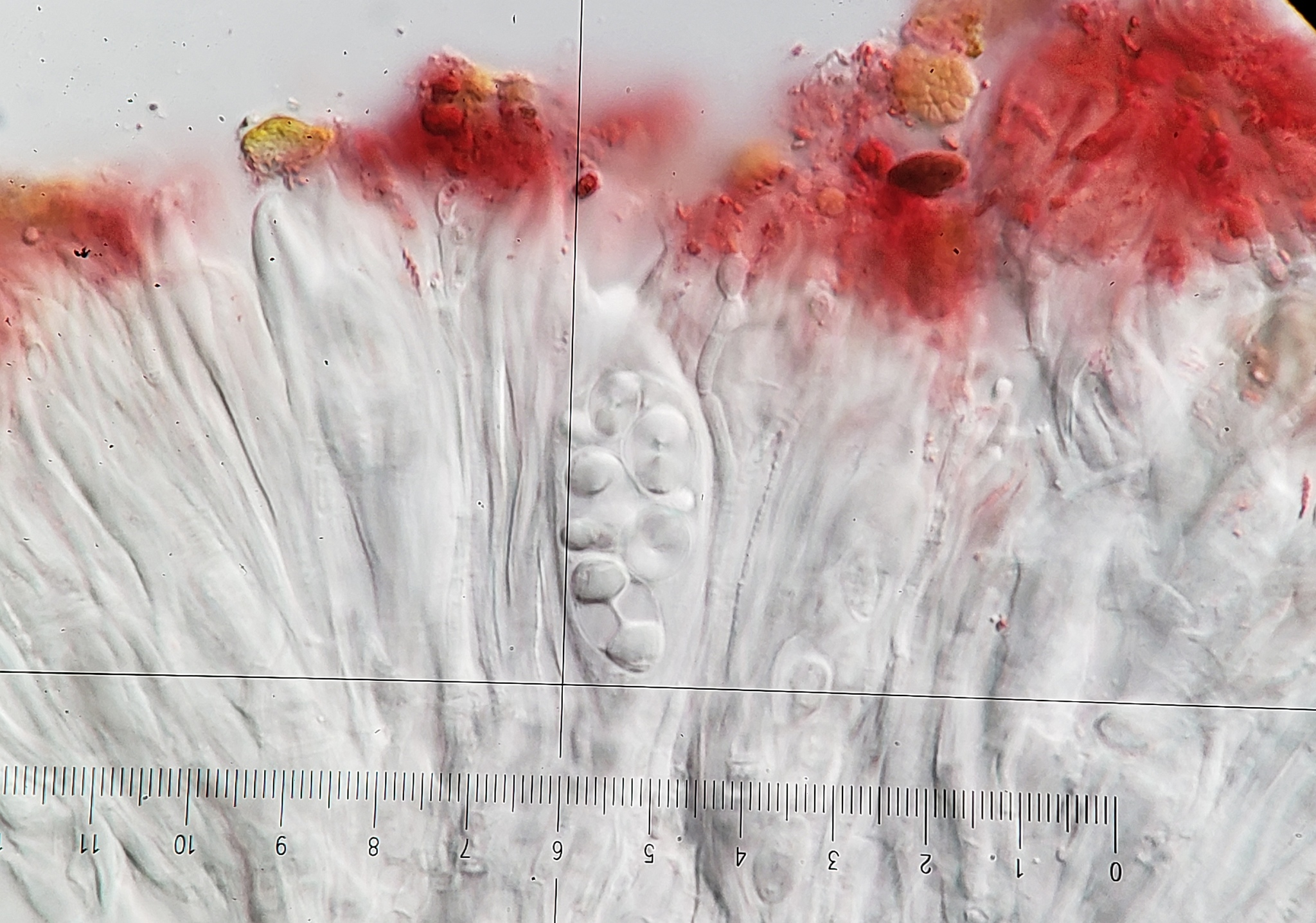
Asci met ascosporen
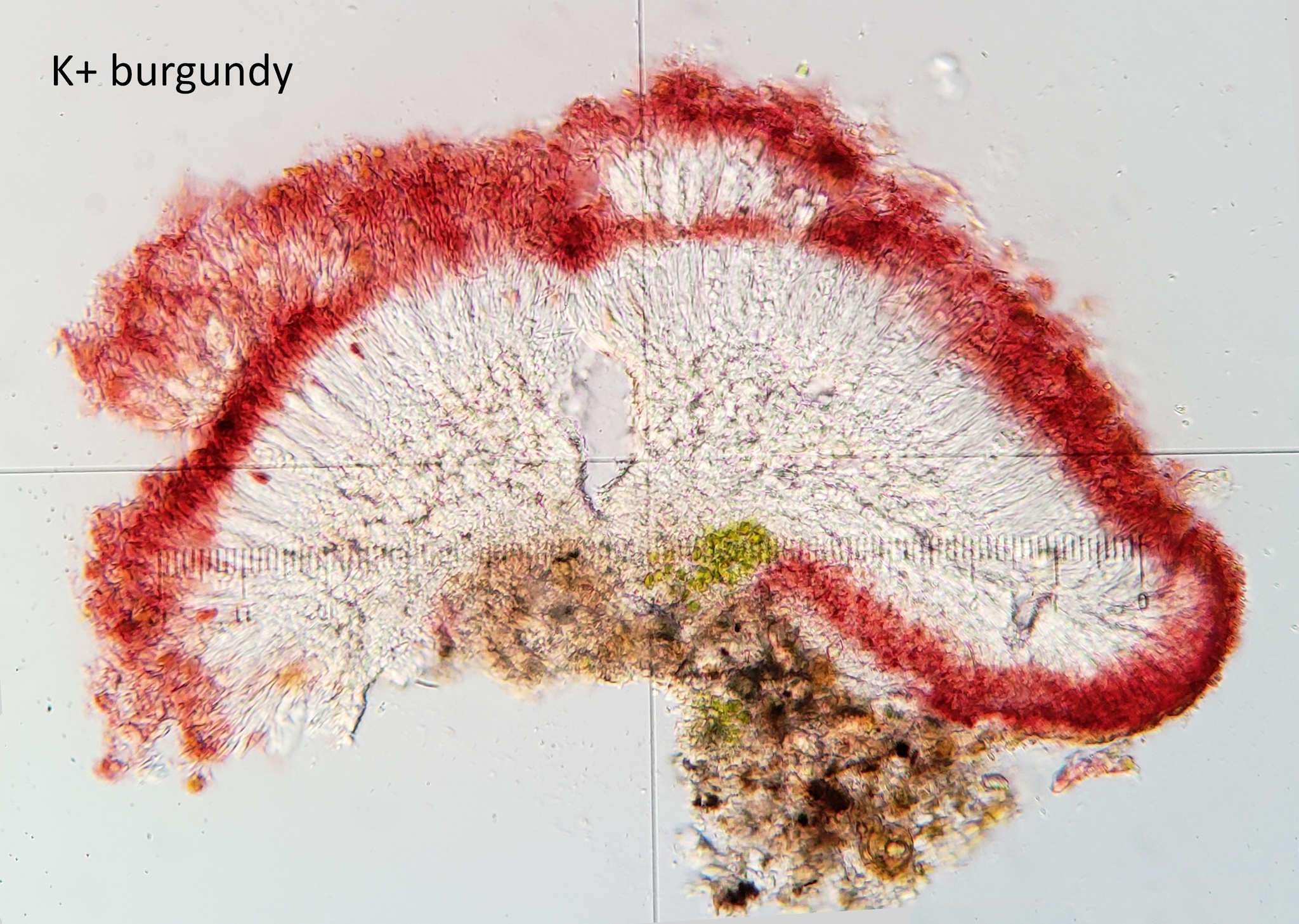
Preparaat